# Sara Gil de la Vega
Sara Gil de la Vega   (Barcelona, 25 d'octubre de 1994) és un jugadora d'handbol catalana, que juga en la posició d'extrem esquerra.
Formada en els equips inferiors del Sant Martí adrianenc i posteriorment a l'Esportiu Castelldefels. Amb l'equip del Baix Llobregat va debutar al primer equip la temporada 2012-13 i el 2014 va ser escollida millor esportista de l'any de Castelldefels. El 2015 va fitxar pel Club Balonmano Porriño gallec i a finals del 2018 va marxar al BM Bera Bera de Sant Sebastià. Amb l'equip basc ha guanyat tres campionats de lliga de forma consectuva (2019-20, 2020-21, 2021-22) i una Copa de la Reina (2018-19).
Internacional amb la selecció espanyola en categories de formació, va proclamar-se campiona del Món universitari (2016).Va debutar amb la selecció absoluta el juliol de 2017 i l'any següent va ser convocada a participar al Campionat d'Europa a França.